# Cykling vid olympiska sommarspelen 1908
Cykling under olympiska sommarspelen 1908 i London innehöll endast bancykling. Endast herrar tävlade. Bancyklingen hölls i White City Stadium.

## Resultat
6 olika grenar arrangerades.

### Medaljtabell
| Pl.    | Nation         | Guld | Silver | Brons | Totalt |
| ------ | -------------- | ---- | ------ | ----- | ------ |
| 1      | Storbritannien | 5    | 3      | 1     | 9      |
| 2      | Frankrike      | 1    | 2      | 2     | 5      |
| 3      | Tyskland       | 0    | 1      | 1     | 2      |
| 4      | Belgien        | 0    | 0      | 1     | 1      |
| 4      | Kanada         | 0    | 0      | 1     | 1      |
| Totalt | Totalt         | 6    | 6      | 6     | 18     |

## Deltagande länder
Totalt deltog 97 cyklister från 11 länder:
- Belgien (6)
- Kanada (5)
- Frankrike (23)
- Tyskland (9)
- Storbritannien (36)
- Grekland (1)
- Italien (4)
- Nederländerna (5)
- Sydafrika (4)
- Sverige (2)
- USA (2)

## Medaljörer
| Event                                | Guld                                                                           | Silver                                                                       | Brons                                                                        |
| 660 yards Detaljer...                | Victor Johnson Storbritannien                                                  | Émile Demangel Frankrike                                                     | Karl Neumer Tyskland                                                         |
| 5 kilometer Detaljer...              | Benjamin Jones Storbritannien                                                  | Maurice Schilles Frankrike                                                   | André Auffray Frankrike                                                      |
| 20 kilometer Detaljer...             | Clarence Kingsbury Storbritannien                                              | Benjamin Jones Storbritannien                                                | Joseph Werbrouck Belgien                                                     |
| 100 kilometer Detaljer...            | Charles Bartlett Storbritannien                                                | Charles Denny Storbritannien                                                 | Octave Lapize Frankrike                                                      |
| Sprint Detaljer...                   | Inga medaljörer - loppet förklarades ogiltigt då tiden överträddes i finalen   | Inga medaljörer - loppet förklarades ogiltigt då tiden överträddes i finalen | Inga medaljörer - loppet förklarades ogiltigt då tiden överträddes i finalen |
| Herrarnas lagförföljelse Detaljer... | Storbritannien Benjamin Jones Clarence Kingsbury Leonard Meredith Ernest Payne | Tyskland Max Götze Rudolf Katzer Hermann Martens Karl Neumer                 | Kanada William Anderson Walter Andrews Frederick McCarthy William Morton     |
| Herrarnas tandem Detaljer...         | Frankrike André Auffray Maurice Schilles                                       | Storbritannien Frederick Hamlin Horace Johnson                               | Storbritannien Charles Brooks Walter Isaacs                                  |